# Fabian Himmelsbach
Fabian Himmelsbach (15 giugno 1999) è uno sciatore alpino tedesco.

## Biografia
Attivo in gare FIS dal novembre del 2015, ha esordito in Coppa Europa il 25 gennaio 2018 a Chamonix in slalom speciale, senza completare la prova, e in Coppa del Mondo il 29 gennaio 2019 a Schladming nella medesima specialità, senza qualificarsi per la seconda manche. Il 6 gennaio 2021 a ottenuto a Val-Cenis in slalom speciale il primo podio in Coppa Europa (3º) e il 20 gennaio 2022 la prima vittoria, a Vaujany nella medesima specialità; non ha preso parte a rassegne olimpiche o iridate.

## Palmarès

### Mondiali juniores
- 1 medaglia:
  - 1 bronzo (gara a squadre a Val di Fassa 2019)

### Coppa del Mondo

#### Coppa del Mondo - gare a squadre
- 1 podio:
  - 1 terzo posto

### Coppa Europa
- Miglior piazzamento in classifica generale: 13º nel 2022
- 3 podi:
  - 1 vittoria
  - 1 secondo posto
  - 1 terzo posto

#### Coppa Europa - vittorie
| Data            | Località | Paese   | Specialità |
| --------------- | -------- | ------- | ---------- |
| 20 gennaio 2022 | Vaujany  | Francia | SL         |

Legenda:

SL = slalom speciale

### South American Cup
- Miglior piazzamento in classifica generale: 66º nel 2024
- 1 podio:
  - 1 terzo posto

### Far East Cup
- Miglior piazzamento in classifica generale: 26º nel 2020
- 1 podio:
  - 1 terzo posto

### Campionati tedeschi
- 3 medaglie:
  - 2 argenti (slalom speciale nel 2023; slalom speciale nel 2025)
  - 1 bronzo (slalom speciale nel 2021)